# Nylands och Tavastehus läns kavalleriregemente
Nylands och Tavastehus läns kavalleriregemente – fiński regiment rajtarii w składzie wojsk szwedzkich m.in. okresu II wojny północnej (1655–1660).
Sformowany w 1618. Swoją nazwę wziął od prowincji Uusimaa (szw. Nyland) i Hämeenlinna (szw. Tavastehus). W czasie wojny trzydziestoletniej dowodził nim Torsten Stålhandske.
W sierpniu 1655 liczył 856 żołnierzy, a jego nominalnym pułkownikiem był Henrik Horn.
Został rozwiązany w 1791.